# Bu Fanfang
Bu Fanfang (卜范芳, née le 10 février 1978 à Yishui) est une athlète chinoise, spécialiste du 400 mètres. 

## Biographie
En 2003, Bu Fanfang remporte la médaille d'argent sur 400 mètres lors des championnats d'Asie. Elle s'incline face à la Birmane Yin Yin Khine. Associée à ses compatriotes Chen Lisha, Zhang Xiaoyuan et Huang Xiaoxiao, elle remporte le titre sur 4 x 400 mètres avec un temps de 3 min 31 s 30, devant le Kazakhstan et l'Inde.

### Palmarès
| Date | Compétition             | Lieu    | Résultat | Épreuve   | Performance   |
| ---- | ----------------------- | ------- | -------- | --------- | ------------- |
| 2001 | Jeux de l'Asie de l'Est | Osaka   | 1re      | 400 m     | 52 s 31       |
| 2001 | Jeux de l'Asie de l'Est | Osaka   | 1re      | 4 x 400 m | 3 min 30 s 51 |
| 2003 | Championnats d'Asie     | Manille | 2e       | 400 m     | 52 s 97       |
| 2003 | Championnats d'Asie     | Manille | 1re      | 4 x 400 m | 3 min 31 s 30 |

### Records
| Épreuve    | Performance | Lieu      | Date             |
| ---------- | ----------- | --------- | ---------------- |
| 400 mètres | 51 s 35     | Guangzhou | 18 novembre 2011 |